# Fujiwara no Kanemichi
Fujiwara no Kanemichi va ser un noble de la cort a mitjans del període Heian. El segon fill de Fujiwara no Michisuke, ministre del Dret del clan Fujiwara del Nord. El seu rang oficial era de Primer Grau Júnior, Canceller i Gran Ministre d'Estat, i li va concedir pòstumament el rang de Primer Grau Superior.

## Biografia
Competint per la promoció amb el seu germà petit Kaneie. El 943, se li va concedir el rang de Cinquè Grau Júnior, i el 946, després que l'emperador Murakami va ascendir al tron, va ser nomenat camarlenc. Després de servir com a oficial militar, el 948 va ser nomenat Sahyoe no jo i el 955 Sakonoe no shosho, va ser nomenat de quart rang menor, emperadriu vídua i secretari del príncep hereu el 960, i va servir la seva germana petita, l'emperadriu Fujiwara i el seu fill Norihi, el príncep hereu Norihi no Yasushi. El mateix any, el seu pare, el ministre de la dreta Fujiwara no Michisuke, que era una figura poderosa a la cort de Murakami, va morir, però, Anshi encara era profundament afavorida per l'emperador Murakami i va donar a llum a tres candidats forts a la successió imperial: el príncep imperial Norihira (emperador Reizei), el príncep imperial Tamehira i els fills de l'emperador Michi-yu, els fills imperials Tamehira's i els supervivents; s Koretada, Kanemichi i Kaneie, estaven en una posició política extremadament avantatjosa.
El gener del quart any de l'era Kōhō (967), va ser nomenat Kurodo no Kami i Kuranokami no Kami, però quan l'emperador Murakami va morir el maig del mateix any i el seu nebot, l'emperador Reizei, va pujar al tron, va ser substituït en aquest càrrec pel seu germà petit Kaneie. El mateix any, Kanemichi va ser ascendit per primera vegada en set anys, al rang de quart rang superior, però Kaneie havia estat ascendit tres vegades en un any, a tercer rang d'una vegada, i així Kanemichi va ser superat en termes de rang. La situació d'oficial invertit entre ell i el seu germà petit va continuar des d'aleshores, i es diu que aquesta va ser la causa de la discòrdia entre ells que va continuar durant molts anys. El 969, Kanemichi va ser nomenat al rang de Tercer Grau Junior i Conseller, i va ser classificat com a noble, però Kaneie va quedar enrere pel que fa a la promoció, només va ser nomenat al Tercer Grau Sènior i Chunagon sense servir abans com a Conseller. Sobre això, una teoria és que com que el seu fill, Masamitsu, s'havia casat amb la filla de Minamoto no Takaakira, Nakahimegi, va ser l'únic entre els seus germans que es va considerar que estava al costat de Takaakira durant l'incident d'Anna i, per tant, va ser tractat amb fred. Kanemichi es va preocupar per les aparicions públiques i va començar a descuidar els seus deures, fet que el va portar a ser alienat de l'emperador En'yu, que va succeir a l'emperador Reizei al tron. Durant aquest temps, el seu germà gran, Koretada, va ser ascendit a Regent i Ministre de Dret el 970 i a Gran Ministre d' Estat el 971. L'any següent, 972 (Tenroku 3), Kanemichi va ser finalment promogut a Gon Chunagon (conseller intermedi provisional), però Kaneie va estar a punt de convertir-se en Gon Dainagon (conseller en cap provisional de la Guàrdia Imperial) i Ukon'e no Taisho (major general de la Guàrdia Imperial).

## Nomenat regent
Des de l'agost del mateix any, Iyo va emmalaltir, i a l'octubre es trobava en estat crític i el 21 va presentar una petició a l'emperador expressant la seva intenció de dimitir. En sentir això, Kanemichi i Kaneie van començar a discutir sobre la successió davant de l'emperador En'yu l'endemà. El dia 23 només es va acceptar la renúncia d'Iyo com a regent. No obstant això, la veritable intenció de l'emperador era nomenar Fujiwara no Yoritada, el ministre de la Dreta i el seu cosí, com a Nairan per succeir a Koretada i governar ell mateix el país, i es diu que en realitat havia demanat a Yoritada si estaria disposat a assumir el càrrec.
En aquest punt, Kanemichi decideix aprofitar la situació i va al Palau Imperial. No obstant això, l'Emperador, que es trobava a la sala dels dimonis, va intentar traslladar-se a una altra habitació quan va veure en Kanemichi, a qui normalment no li agradava. Llavors Kanemichi va declarar: "Hi ha alguna cosa que m'agradaria informar", i, fent que l'emperador romangués al seu seient, va presentar la carta. La lletra pertanyia a la mare de l'emperador, l'emperadriu Anshi, que havia mort quan l'emperador era un nen. Kanemichi, que tenia por que el seu germà petit Kaneie ocuparia el càrrec de regent, va rebre una carta de la seva germana supervivent Yasuko en la qual deia: "Si en el futur una persona esdevé regent, l'has de nomenar en l'ordre dels seus germans", i es diu que va mantenir aquesta carta a prop d'ell al seu pit. En veure això, l'emperador va decidir seguir els desitjos de la seva difunta mare. S'han fet les consideracions següents amb relació a aquesta anècdota registrada a l'" Okagami ".
Segons el passatge del "Chikanobukyo-ki" que el rerefons del nomenament de Kanemichi com a ministre de l'Interior va ser el "Maemiya Imamu", encara que l'"Anshi Imamu" sí que existia, és poc probable que Anshi, que va morir abans que el seu germà gran Koretada es convertís en regent, hagués expressat l'opinió de la "Oka" sobre la posició del regent. El contingut real de la carta tractava sobre el futur del seu "germà gran" Kanemichi (Kuramoto Kazuhiro), que l'havia estat protegint. En aquell moment, la línia imperial va ser reconeguda com a succeïda pels descendents de l'emperador Reizei, i mentre que Koretada i Kaneie eren freds amb els germans més petits de l'emperador Reizei, la voluntat d'Anko va demanar a Kanemichi que protegés els altres prínceps i princeses. Després de la mort d'Anshi, el seu germà petit, el príncep imperial Morihira, que originalment no s'esperava que succeís al tron, va ser nomenat príncep hereu i va ascendir al tron com a emperador Enyu. No obstant això, Koretada i Kaneie no van canviar la seva opinió que l'emperador Enyu era el "governant d'una vegada" (l'emperadriu interí no va ser l'única emperadora de Morichi). L'emperador Enyu) i altres per Anshi, van permetre que la seva filla entrés a la Cort Imperial (la filla de Kaneie, Senshi, va entrar a la Cort Imperial després de la mort de Kanemichi). Com a resultat, l'emperador En'yu, que va arribar a la majoria d'edat just abans de la mort de Koretada, va nomenar Kanemichi, que havia continuat protegint-lo d'acord amb l'última voluntat i testament de la seva mare, com el seu únic tutor i regent, mentre que Kaneie, que es considerava al costat de l'emperador Reizei, va ser rebutjat (Keiko Kuriyama).
Primer, el 27 d'octubre, Kanemichi va poder inspeccionar l'interior del palau, i després de la mort de Koretada l'1 de novembre, Kanemichi va ser ascendit de Gon Chunagon a Naidaijin el 27 d'un sol cop. Com a resultat d'aquesta sèrie d'esdeveniments, Fujiwara no Naritoki va criticar fermament el fet que Kanemichi hagués estat nomenat Ministre de l'Interior sense abans servir com a Dainagon, l'emperador En'yu per prendre aquesta decisió de personal, i Yoritada per no aturar -la.
A més, hi ha proves que Kanemichi va servir com a guardià de les princeses nascudes de l'emperador Murakami i Fujiwara no Anshi després de la seva mort. A més, Kanemichi estava a prop de Fujiwara no Noriko (la germana petita de Kanemichi i Anshi, i la vídua del príncep imperial Shigeaki), que estava criant el fill de l'Imperial Morichihira (El príncep imperial Enshigeaki). La filla de Shigeaki i Noriko). A més, Kanemichi va ser l'únic noble de la cort que va fer entrar immediatament la seva filla a la cort imperial després de la cerimònia de la majoria d'edat de l'emperador En'yu.
El febrer de l'any següent (973), la seva filla gran, Kishi, va entrar a la cort imperial, i al juliol es va convertir en emperadriu vídua. Aleshores, molts nobles dubtaven a permetre que les seves filles entrissin a la Cort Imperial de l'Emperador En'yu, que era considerat un emperador "stop-gap" , però Kanemichi va ser l'únic que va permetre que la seva filla entrés a la Cort Imperial poc després de la cerimònia de la majoria d'edat de l'Emperador, i la va criar amb la princesa Akiko i la seva filla Kishi. L'any 974, esdevingué cap del clan Fujiwara en lloc de Yoritada, fou nomenat Shonii (segon rang sènior) i Kanpaku (canciller), i el 975 fou ascendit a Juichii (primer rang junior). Després d'esclatar un incendi al Palau Imperial l'any 976, l'Emperador es va traslladar a la residència de Kanemichi, el Palau Horikawa, que la gent de l'època anomenava "Palau Imperial actual ".

## En els seus últims anys, va parlar de la seva successió
La seva fractura amb el seu germà petit Kaneie va continuar sent evident, i després que Kanemichi es convertís en regent, no només va aturar completament la promoció de Kaneie, sinó que fins i tot va col·locar el seu germanastre Tamemitsu per sobre de Kaneie com a conseller en cap. A més, per competir amb la filla de Kanemichi, l'emperadriu Kishi, Kaneie també intentava que la seva segona filla, Senshi, entrés a la cort de l'emperador Enyu, seguint la seva filla gran, Choshi , que era la consort de l'emperador retirat Reizei , però Kanemichi ho va criticar durament i ho va obstruir. L'emperador En'yu va sospitar que Kaneie no permetia que Senshi entrés a la Cort Imperial perquè volia que un nen nascut de Choshi succeís al tron, i així es va distanciar de Kaneie i va començar a afavorir Kanemichi. {Nota nº.3} Quan Choshi va donar a llum el fill de l'emperador Reizei , el príncep imperial Okisada (posteriorment emperador Sanjo ), Kanemichi es va sentir encara més disgustat i va començar a calumniar l'emperador En'yu. A més, l'Higashisanjo-tei de Kaneie es trobava a prop d'Horikawa-tei, amb el temple Kan'in entremig, però cada vegada que els convidats venien a Higashisanjo-tei, Kanemichi els renyava, i la gent va tenir tanta por que va començar a visitar Higashisanjo-tei en secret.
D'altra banda, Kanemichi confiava en el seu cosí, el ministre de la Dreta, Yoritada, i es deia que tots dos s'encarregaven de tots els afers de govern consultant-se entre ells. A més, com que alguna vegada li havien cedit el càrrec de cap del clan Fujiwara, considerava Yoritada com el seu successor. No obstant això, el ministre de l'esquerra , MINAMOTO no Kaneaki, era el cap del dajokan i tenia un poder polític a l'igual de Kanemichi (era costum que el ministre dajokan no s'impliqués en els afers pràctics del dajokan, per la qual cosa el ministre de l'esquerra era de facto la màxima autoritat). Llavors Kanemichi va nomenar Yoritada al càrrec de primer ministre, el més alt funcionari del Daijokan, desposseint a Kaneaki de la seva autoritat política, i va restaurar Kaneaki a la seva posició de príncep (era costum que els prínceps no estiguessin involucrats en els afers governamentals), nomenant Yoritada al càrrec vacant de ministre de l'esquerra.
A l'octubre de 977, Kanemichi , que havia caigut greument malalt, va rebre notícies d'un membre de la seva família que arribava un carruatge d'Higashi-Sanjo-tei. Kanemichi, que havia suposat que Kaneie havia vingut a visitar-lo, tenia la zona endreçada i l'estava esperant, quan el cotxe de Kaneie va passar per davant de la porta i es va dirigir cap al Palau Imperial. Kaneie, que pensava que Kanemichi estava a punt de morir, tenia la intenció de demanar immediatament a l'emperador un successor. Quan Kanemichi va sentir això, es va enfuriar, es va aixecar i, recolzat pels altres quatre, va anar al palau malgrat la seva malaltia. Just quan feia la seva petició a l'emperador, Kanemichi va aparèixer, i Kaneie va quedar tan sorprès que va fugir a un altre lloc. Kanemichi va declarar que faria el nomenament definitiu i va nomenar el ministre d'Esquerra, Yoritada, com a successor com a regent . A més, Kaneie va ser rellevat del seu càrrec com a comandant en cap de la Guàrdia dreta i degradat a ministre de Justícia . Fins i tot l'emperador no va poder resistir aquest esperit. Kanemichi va mirar al seu voltant als nobles reunits allà i va preguntar si hi havia algú que volgués la posició d'Ukonoe no Taisho. Els nobles es van quedar sense paraules, però Chunagon (Chuunagon) Fujiwara no Naritoki va fer un pas endavant i va demanar el càrrec, i va ser nomenat Ukone no Taisho (Comandant de la Guàrdia Dreta) [ 14 ] .
Va morir poc després el 8 de novembre del mateix any . Va morir als 53 anys. Se li va concedir el rang de Shoichii, el títol pòstum de Tadayoshiko i el feu de la província de Totomi.

## Carrera oficial
Els que no tenen notes són de " Kugyo Bunin ".
- 7 de gener de 943 : confereix el rang de noblesa (cinquè rang júnior)
- 20 de febrer de 946 (Tenkei 9 ): governador de Suo . 24 de juliol: Pujada al palau . 16 de setembre: Chamberlain
- 29 de maig de 948 : Sahyoe -no-sa
- 7 de gener de 950 (4t any de Tenryaku): Cinquè rang júnior
- 16 de gener de 952 : També Yamato Gonsuke
- 23 de febrer de 955 (Tenryaku 9): Kanekii Gonsuke . 29 de juliol : Major general esquerre de la Guàrdia Imperial , governador de Kii, Nyogen.
- 27 de gener de 956 (Tenryaku 10): Kane Omi Gonsuke
- 27 de novembre de 957: Cinquè rang júnior
- 29 de juliol de 958 (Tentoku 2): colors prohibits. 27 d'octubre: Emperadriu Fujiwara no Yasuko
- 7 de gener de 960 (4t any de Tentoku): quart rang júnior, inferior. 24 de gener: Emperadriu vídua. 4 de maig: Mor Fukai (pare, Shishou). 26 de juny: Reintegrat. 4 de setembre: príncep Kaneharu (Haruhira, príncep Norihira )
- 4 de setembre de 963 : Governador de Mino
- 29 d'abril de 964 : Tochugu Gondaifu (Mor Fujiwara no Anshi)
- 20 de gener de 967 (4t any de Kōhō): Cap del clan Kuranokami. 25 de gener: Cap dels Chamberlains. 25 de maig: Tokurabito-no-kami, Toshoden (mor l'emperador Murakami). 26 de juny: Ascensió al palau. 1 de setembre: el príncep hereu puja al palau. 11 d'octubre: Júnior Quart Grau Superior.
- 23 de novembre de 968: quart rang júnior, inferior
- 23 de gener de 969 (2n any d'Anwa): Conseller. Salt 21 de maig: Ministre de la Casa Imperial. 27 de setembre: Tercer Grau Júnior
- 25 de gener de 970 (Anwa 3): També es va convertir en Gon no Kami de Sanuki. 28 de gener: Kane Mino Gonnokami

Tenroku 3r any ( 972 ), any de traspàs 29 de febrer: Gon Chunagon . 27 d'octubre: Vista prèvia. 27 de novembre: ministre de l'Interior, canceller?
- Tenroku 4t any ( 973 ) 7 de gener: Tercer rang
- 7 de gener de 974 ( Ten'en 2): Segon rang júnior . 8 de febrer: Cap del clan Fujiwara . 28 de febrer : Primer ministre , Shonii (segon rang superior ). 26 de març: Regent{nota nº. 4}
- Tenen 3 (975) 7 de gener: Primera categoria júnior
- 11 d'octubre de 977 (Teigen 2): Dimissió com a canceller i Gran Ministre d'Estat. 4 de novembre: Associat Sannomiya. 8 de novembre: mort de l'emperador. 20 de novembre: Publicat al primer rang. La província de Fengyuan

## Genealogia
- Pare: Fujiwara no Morosuke
- Mare: Fujiwara no Moriko - filla de Fujiwara no Tsunekuni
- Esposa: princesa Akiko - filla del príncep Genpei ( fill de l'emperador Yozei )
  - Fill gran: Fujiwara Akimitsu (944-1021)
- Esposa: Kyoko Oe - filla d' Itoki Oe
  - Segon fill: Fujiwara Tokimitsu (948-1015)
- Esposa: princesa Noriko {nota nº. 2} - filla del príncep Ariake
  - Filla gran: Fujiwara no Kishi (947-979) - Emperadriu de l'emperador En'yu
  - Quart fill: Fujiwara Tomomitsu (951-995)
- Esposa: Lady Hiroko Taira - filla de Tokimichi Taira
  - Masculí: Fujiwara Tomomitsu
- Esposa: Filla de Fujiwara no Aritoshi
  - Sisè fill: Fujiwara Masamitsu (967-1014)
  - Filla: Fujiwara no Enshi (també escrit com Yomeko o Shoko) - assistent de l'emperadriu, esposa de Fujiwara no Masanobu, després esposa de Minamoto no Norikata
- Nens amb mares biològiques desconegudes
  - Masculí: Fujiwara Chikamitsu
  - Masculí: Fujiwara Youko

## Títols relacionats
pel·lícula

- " Onmyoji II " (2003, interpretat per Ayumu Saito)

Drama televisiu

- " Onmyoji " (2001, NHK, interpretat per Minoru Hirano)
- " Onmyoji " (2015, Fuji TV, interpretat per Naomasa Rokuhei)